# Luciano Figueroa
Luciano Figueroa argentin válogatott labdarúgó, jelenleg a görög Panathinaikósz játékosa.

## Pályafutása
Nem sikerültek túl jól európai kitérői. Az FC Birminghamhez nagy reményekkel érkezett, de mindössze egy mérkőzést játszott az élvonaltól abban az évben búcsúzó gárdánál.
2005-ben a nyári Konföderációs Kupa egyik felfedezettje lett, mellesleg az ezüstérmes argentin válogatott legeredményesebb játékosa négy találattal.